# تامی گیلز راجرز جونیور
تامی گیلز راجرز جونیور (انگلیسی: Tommy Giles Rogers Jr.؛ زادهٔ ۳۰ دسامبر ۱۹۸۰) خواننده اهل ایالات متحده آمریکا است. وی از سال ۱۹۹۹ میلادی تاکنون مشغول فعالیت بوده است.